# Sudhir Ruparelia
 (septembre 2024).
Sudhir Ruparelia (né le 17 janvier 1956) est un magnat des affaires et un investisseur ougandais. Il est président et actionnaire majoritaire des sociétés du Groupe Ruparelia. Ses investissements sont principalement dans les domaines de la banque, de l'assurance, de l'éducation, de la radiodiffusion, de l'immobilier, de la floriculture, des hôtels et des centres de villégiature.
Selon Forbes en 2015, Ruparelia était la personne la plus riche d'Ouganda et la 27e d'Afrique, avec une valeur nette estimée à 800 millions de dollars américains;  il a été retiré de la liste Forbes en 2016.
Le 20 octobre 2016, la banque centrale d'Ouganda a pris le contrôle de Crane Bank, la plus grande filiale du groupe Ruparelia, en raison d'une baisse importante du capital et d'une éventuelle ruée sur la banque.
En avril 2017, en raison de licences expirées non renouvelées, la banque centrale d'Ouganda a pris la décision de fermer ses quatre bureaux de change, dont le renouvellement a échoué en raison du blanchiment d'argent et du manque d'aptitude et de probité des propriétaires et du conseil d'administration selon Forbes et l'observateur,.

## Biographie
Ruparelia est née à Kabatoro, dans le district de Kasese, dans la région occidentale de l'Ouganda, dans une famille indienne gujarati de la classe moyenne supérieure. Son arrière-grand-père est arrivé à Mombasa, au Kenya, en 1897 depuis l'Inde et y a installé un magasin de commerce avant de venir en Ouganda en 1903. Son grand-père est né en Ouganda en 1908 et son père en 1932.[réf. nécessaire]
Ruparelia a deux sœurs et un frère. Il a fréquenté l'école primaire Bat Valley à Kampala, de P1 à P6, puis l'école primaire Jinja Main Street à Jinja pour P7 et l'école secondaire Jinja.[réf. nécessaire] En 1971, il a rejoint l'École Secondaire Supérieure de Kololo . Ruparelia s'est enfui au Royaume-Uni avec ses parents en 1972 à l'âge de 16 ans, lorsque le dictateur Idi Amin a expulsé tous les Asiatiques d'Ouganda .[réf. nécessaire]
En 1985, Ruparelia est retourné en Ouganda avec une somme de 25 000 $ US qu'il avait gagnée grâce à divers emplois temporaires, notamment dans des supermarchés, des usines et des boucheries.En 1989, lorsque l'importation de bière a été interdite en Ouganda pour promouvoir la production locale d'alcool, Ruparelia, qui vendait auparavant de la bière et des spiritueux importés du Kenya, a dû trouver une autre opportunité. Cependant, étant donné que ses clients, principalement étrangers, le payaient en devises étrangères, il a eu l'idée de créer Crane Forex Bureau, le premier du genre en Ouganda. En utilisant les bénéfices de cette entreprise, Ruparelia a diversifié ses activités et a fondé Crane Bank en 1995. Par la suite, il a regroupé ses différentes entreprises sous l'égide du groupe Ruparelia.
En 2007, Ruparelia a reçu un doctorat honorifique en droit de l' Université pentecôtiste d'Ouganda, en reconnaissance de sa contribution à la croissance économique de l'Ouganda.

## Vie privée
Jyotsna et Ruparelia sont mariés depuis 1977.Ils ont trois enfants : Meera, l'aînée, est mariée à Ravi Kotecha depuis 2014. Rajiv est leur fils unique et Sheena est la plus jeune de leurs filles.

## Travail diplomatique
En février 2020, Ruparelia a été désigné consul honoraire de la République du Népal en Ouganda par le président népalais Bidhya Devi Bhandari. Le 17 mars 2020, il a officiellement remis ses lettres de créance à Samuel Kutesa, ministre ougandais des Affaires étrangères. En tant que consul honoraire, il relève de l'ambassade népalaise la plus proche, située au Caire, en Égypte, où il fait rapport et effectue ses fonctions consulaires.